# Circoncisione (Rubens)
La Circoncisione è un dipinto a olio su tela (400 × 225 cm) realizzato nel 1605 dal pittore Peter Paul Rubens durante il soggiorno romano e commissionata da Marcello Pallavicino, fabbriciere della Casa Professa dei gesuiti di Genova.

È conservato presso la chiesa del Gesù e dei Santi Ambrogio e Andrea di Genova. 

In esso sviluppa al massimo le idee delle tele realizzate a Mantova, presso la corte di Vincenzo Gonzaga, annunciando soluzioni che saranno peculiari dell'arte barocca. 

Il punto di vista fortemente scorciato conferisce un carattere soprannaturale all'apparizione degli angeli, alcuni astanti volgono lo sguardo in alto verso l'intenso bagliore di luce a raggiera.
La presenza di elementi curvilinei all'interno della composizione conferisce all'azione un accento impetuoso e fortemente dinamico.